# Theo Frenkel jr.
Theodoor (Theo) Frenkel jr. (Chicago, 1 maart 1893 – Den Haag, 1 juni 1955) was een Nederlandse acteur in theater en film.

## Biografie
Frenkel werd in de Verenigde Staten geboren als zoon van Louis Jacques Frenkel en Cornelia Israëls. Hij was een neef van Theo Frenkel sr. en een kleinzoon van Theo Mann-Bouwmeester. Frenkel kwam voort uit een familie van acteurs en ging zelf ook het theater in. In de jaren 10 sloot hij zich aan bij het Koninklijke Vereeniging Het Nederlandsch Tooneel, waar hij actrice Lily Bouwmeester ontmoette. De twee werden verliefd op elkaar en trouwden op 31 maart 1921. Ze verschenen regelmatig samen in het theater, zoals in 1922 bij de succesvolle toneelbewerking door het 'Genootschap Jeugdamusement' van het boek Pietje Bell of de lotgevallen van een ondeugenden jongen. Hoewel ze scheidden in 1933, werkten ze nog wel samen aan hoorspelen in de jaren 30 en 40. 
In 1938 hertrouwde Frenkel met de 19-jarige Truus Marie Hofhuis. Het echtpaar scheidde in 1940, waarna Frenkel nog in hetzelfde jaar hertrouwde met Catharina Francina van den Elshout (1897-1982).
Frenkel was ook actief in de filmindustrie. Hij was te zien in enkele stomme films en speelde in 1939 naast zijn ex-vrouw in één geluidsfilm, Morgen Gaat 't Beter. Hij stierf op 62-jarige leeftijd aan een hartaanval en werd op 3 juni 1955 gecremeerd in Westerveld in Driehuis.

## Onderscheiding
- Ridder in de Orde van Oranje-Nassau (KB 28 april 1952, no. 20).[4]